# Makreloszowate

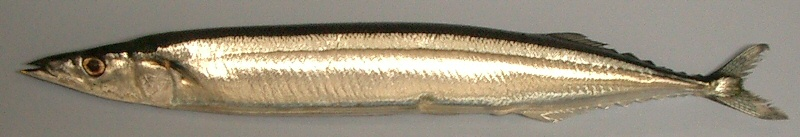
Sajra (Cololabis saira)

Makreloszowate, wręgowcowate (Scomberesocidae) – rodzina morskich ryb belonokształtnych (Beloniformes), bardzo blisko spokrewniona z belonowatymi. Makrelosz i sajra są cennymi gatunkami użytkowymi.

## Występowanie
Występują masowo przy powierzchni otwartego oceanu w strefie tropikalnej i subtropikalnej obydwu półkul.

## Cechy charakterystyczne
Ciało wydłużone, wrzecionowate, pokryte małymi łuskami. Obydwie szczęki wydłużone, zaopatrzone w drobne zęby. Krótkie płetwy piersiowe i brzuszne. Tylne części płetwy grzbietowej i odbytowej podzielone są na 2 do 7 małych płetw. Płetwy brzuszne, grzbietowa i odbytowa przesunięte są w stronę ogona. Makreloszowate nie mają pęcherza pławnego. Osiągają maksymalnie 50 cm długości (Scomberesox saurus).

## Klasyfikacja
Rodzaje zaliczane do tej rodziny:
Cololabis  — Scomberesox